# Goniurosaurus hainanensis
Goniurosaurus hainanensis — вид геконоподібних ящірок родини еублефарових (Eublepharidae). Ендемік Китаю. Часто утримується в тераріумах.

## Поширення і екологія
Goniurosaurus hainanensis поширені на острові Хайнань. Вони живуть у вологих тропічних лісах на низьких і середніх висотах, трапляються серед скель. Ведуть нічний спосіб життя. живляться комахами.

## Збереження
МСОП класифікує стан збереження цього виду як близький до загрозливого. Goniurosaurus hainanensis загрожує знищення природного середовища та вилов з метою продажу.